# Jason Gardener
Jason John Gardener (ur. 18 września 1975 w Bath, hrabstwo Somerset, Anglia) – były brytyjski lekkoatleta, sprinter. Jego największe osiągnięcia to mistrzostwo olimpijskie w sztafecie 4 × 100 metrów na igrzyskach olimpijskich w Atenach (2004) oraz halowe mistrzostwo świata i czterokrotne halowe mistrzostwo Europy w biegu na 60 metrów.

## Osiągnięcia
| Rok  | Zawody                      | Miejsce           | Pozycja | Konkurencja        |
| ---- | --------------------------- | ----------------- | ------- | ------------------ |
| 1994 | Mistrzostwa Świata Juniorów | Lizbona           | 2       | bieg na 100 m      |
|      | Mistrzostwa Świata Juniorów | Lizbona           | 1       | sztafeta 4 × 100 m |
| 1995 | Puchar Europy               | Villeneuve-d’Ascq | 1       | sztafeta 4 × 100 m |
| 1997 | Puchar Europy               | Monachium         | 3       | sztafeta 4 × 100 m |
| 1998 | Halowe Mistrzostwa Europy   | Walencja          | 2       | bieg na 60 m       |
| 1999 | Mistrzostwa Świata          | Maebashi          | 3       | bieg na 60 m       |
|      | Puchar Europy               | Paryż             | 3       | sztafeta 4 × 100 m |
| 2000 | Halowe Mistrzostwa Europy   | Gandawa           | 1       | bieg na 60 m       |
| 2002 | Halowe Mistrzostwa Europy   | Wiedeń            | 1       | bieg na 60 m       |
|      | Igrzyska Wspólnoty Narodów  | Manchester        | 1       | sztafeta 4 × 100 m |
| 2003 | Halowy Puchar Europy        | Lipsk             | 1       | bieg na 60 m       |
|      | Halowe Mistrzostwa Świata   | Birmingham        | 3       | bieg na 60 m       |
| 2004 | Halowe Mistrzostwa Świata   | Budapeszt         | 1       | bieg na 60 m       |
|      | Halowy Puchar Europy        | Lipsk             | 1       | bieg na 60 m       |
|      | Igrzyska Olimpijskie        | Ateny             | 1       | sztafeta 4 × 100 m |
| 2005 | Halowe Mistrzostwa Europy   | Madryt            | 1       | bieg na 60 m       |
| 2007 | Halowe Mistrzostwa Europy   | Birmingham        | 1       | bieg na 60 m       |

Podczas swej kariery wystąpił też na igrzyskach olimpijskich w Sydney, ale nie zdobył na nich medalu.
Był również mistrzem Wielkiej Brytanii na otwartym stadionie na 100 metrów w 1997, 2004 i 2005 oraz w hali na 60 m w 1999, 2000, 2002, 2004 i 2005.

## Rekordy życiowe
- bieg na 100 metrów – 9,98 s (1999)
- bieg na 200 metrów – 20,65 s (1999)
- bieg na 50 metrów (hala) – 5,61 s (2000)
- bieg na 60 metrów (hala) – 6,46 s (1999 i 2004) – były rekord Europy
- bieg na 100 metrów (hala) – 10,29 s (2006)

Wynik uzyskany podczas mistrzostw świata w lekkoatletyce w konkurencji sztafety 4 × 100 metrów (Sewilla 29 sierpnia 1999) – 37,73 s – był do 2017 roku rekordem Europy, sztafeta brytyjska pobiegła w składzie: Jason Gardener, Darren Campbell, Marlon Devonish oraz Dwain Chambers.